# Арчене
Арчене (итал. Arcene) је насеље у Италији у округу Бергамо, региону Ломбардија.
Према процени из 2011. у насељу је живело 4556 становника. Насеље се налази на надморској висини од 153 м.

## Становништво
Према резултатима пописа становништва 2011. у општини је живело 4.731 становника.
| 1931. | 1936. | 1951. | 1961. | 1971. | 1981. | 1991. | 2001. | 2011. |
| ----- | ----- | ----- | ----- | ----- | ----- | ----- | ----- | ----- |
| 2.347 | 2.213 | 2.472 | 2.647 | 2.898 | 3.640 | 4.145 | 4.347 | 4.731 |